# Діерфілд Тауншип (Нью-Джерсі)
Діерфілд Тауншип (англ. Deerfield Township) — селище (англ. township) в США, в окрузі Камберленд штату Нью-Джерсі. Населення — 3136 осіб (2020).

## Демографія
Згідно з переписом 2010 року, у селищі мешкало 3119 осіб у 1089 домогосподарствах у складі 810 родин. Було 1143 помешкання
Расовий склад населення:
| - 73,2 % — білих - 12,1 % — чорних або афроамериканців - 2,1 % — корінних американців - 1,3 % — азіатів - 7,4 % — осіб інших рас |

До двох чи більше рас належало 3,8 %. Частка іспаномовних становила 14,1 % від усіх жителів.
За віковим діапазоном населення розподілялося таким чином: 24,6 % — особи молодші 18 років, 62,2 % — особи у віці 18—64 років, 13,2 % — особи у віці 65 років та старші. Медіана віку мешканця становила 39,9 року. На 100 осіб жіночої статі у селищі припадало 95,2 чоловіків;  на 100 жінок у віці від 18 років та старших — 91,9 чоловіків також старших 18 років.
Середній дохід на одне домашнє господарство  становив 75 389 доларів США (медіана — 67 012), а середній дохід на одну сім'ю — 80 461 долар (медіана — 74 732). Медіана доходів становила 48 750 доларів для чоловіків та 43 990 доларів для жінок. За межею бідності перебувало 8,6 % осіб, у тому числі 12,3 % дітей у віці до 18 років та 3,8 % осіб у віці 65 років та старших.
Цивільне працевлаштоване населення становило 1511 осіб. Основні галузі зайнятості: освіта, охорона здоров'я та соціальна допомога — 30,0 %, роздрібна торгівля — 14,0 %, виробництво — 9,3 %, публічна адміністрація — 8,5 %.